# Sergej Prokofjevič Denisov
Sergej Prokofjevič Denisov, sovjetski častnik, vojaški pilot in letalski as, * 1909, † 1971.
Denisov je v svoji vojaški službi dosegel 7 samostojnih zračnih zmag.

## Življenjepis
Med špansko državljansko vojno je opravil okoli 200 bojnih poletov in dosegel 7 zračnih zmag.
Letel je na I-16.